# 屏边蚊母树
屏边蚊母树（学名：Distylium pingpienense）为金缕梅科蚊母树属下的一个种。

## 扩展阅读
- 維基物種上的相關：屏边蚊母树